# Gu Changwei
Gu Changwei (Xi'an, 12 dicembre 1957) è un direttore della fotografia e regista cinese.
Ha ottenuto una candidatura all'Oscar alla migliore fotografia nel 1993 per Addio mia concubina di Chen Kaige. Con Kaige ha collaborato in tre occasioni: Il re dei bambini (1987), La vita appesa a un filo (1991) e Addio mia concubina (1993).
Come regista ha vinto l'Orso d'argento, gran premio della giuria al Festival internazionale del cinema di Berlino nel 2005 con Kong que.

## Filmografia parziale

### Direttore della fotografia
- Sorgo rosso (Hóng Gāoliáng), regia di Zhang Yimou (1987)
- Daihao meizhoubao, regia di Zhang Yimou e Yang Fengliang (1989)
- Ju Dou, regia di Zhang Yimou e Yang Fengliang (1990)
- La vita appesa a un filo (Bian zou bian chang), regia di Chen Kaige (1991)
- Addio mia concubina (Bàwáng Bié Jī), regia di Chen Kaige (1993)
- Giorni di sole cocente (Yángguāng cànlàn de rìzi), regia di Jiang Wen (1994)
- Conflitto d'interessi (The Gingerbread Man), regia di Robert Altman (1998)
- Guizi Lai Le, regia di Jiang Wen (2000)
- Autumn in New York, regia di Joan Chen (2000)
- Song Song and Little Cat, episodio di All the Invisible Children, regia di John Woo (2005)

### Regista
- Kong que (2005)
- Lichun (2007)
- Zui Ai (2011)
- Beautiful 2012 (segmento Long Tou) (2012)
- Wei ai zhi jian ru jia jing (2014)
- Yu jian ni zhen hao (2018)
- Ci wei (2024)